# Chất độc da cam
Chất độc da cam (viết tắt: CĐDC, tiếng Anh: Agent Orange—Tác nhân da cam) là một loại hóa chất diệt cỏ và làm rụng lá cây được quân đội Hoa Kỳ sử dụng tại Việt Nam trong Chiến dịch Ranch Hand, một phần của chiến tranh hóa học của Hoa Kỳ trong thời kỳ Chiến tranh Việt Nam. Chất này không có màu da cam và được chứa trong các thùng màu da cam (do vậy trong vụ kiện hậu quả của nó được gọi nhầm là chất độc màu da cam).
Chất này đã được Hoa Kỳ sử dụng quy mô lớn trong những năm từ 1961 đến 1971, khiến nhiều vùng ở Việt Nam bị nhiễm độc nghiêm trọng. Các cơ quan y tế ở Việt Nam ước tính khoảng 400.000 người đã bị giết hoặc tàn tật, khoảng 500.000 trẻ em sinh ra bị dị dạng, dị tật bởi chất độc hóa học này. Hội Chữ Thập đỏ Việt Nam ước lượng khoảng 1 triệu nạn nhân Việt Nam đã bị tàn phế hoặc bệnh tật vì chất độc da cam.
Chất độc da cam còn làm tổn thương sức khỏe của những người lính Mỹ cũng như các binh lính đồng minh của Mỹ (Úc, Hàn Quốc, New Zealand, quân lực Việt Nam Cộng hòa) đã có tiếp xúc với chất này, cũng như con cháu họ. Tính đến nay, các tổ chức cựu binh Mỹ, Úc, Hàn Quốc đã khởi kiện và được bồi thường, nhưng các nạn nhân chất da cam tại Việt Nam thì bị xử thua kiện.
Trong thời kỳ Chiến tranh Việt Nam, mục đích quân sự chính thức của chất độc da cam là làm rụng lá cây rừng để quân đội du kích Mặt trận Dân tộc Giải phóng Miền Nam Việt Nam không còn nơi ẩn náu. Chất độc da cam thực ra là một chất lỏng trong suốt, nó được gọi là "chất da cam" vì những thùng phuy dùng để vận chuyển nó được vẽ các sọc có màu da cam. Quân đội Hoa Kỳ còn có một số mã danh khác để chỉ đến các chất diệt cỏ được dùng trong thời kỳ này: "chất xanh" (Agent Blue, cacodylic acid), "chất trắng" (Agent White, hỗn hợp 4:1 của 2,4-D và picloram), "chất tím" (Agent Purple) và "chất hồng" (Agent Pink).
Đến năm 1971, CĐDC không còn được dùng để làm rụng lá nữa; 2,4-D vẫn còn được sử dụng để làm diệt cỏ. 2,4,5-T đã bị cấm dùng tại Hoa Kỳ và nhiều quốc gia khác do sự độc hại của nó tới môi trường và sinh vật.

## Thành phần hóa học

2,3,7,8-tetrachlorodibenzo-p-dioxin (TCDD)

Acid 2,4-dichlorophenoxyacetic (2,4-D)

Acid 2,4,5-trichlorophenoxyacetic (2,4,5-T)

Hoạt chất của Chất độc da cam là hỗn hợp tương đương của hai loại thuốc diệt cỏ phenoxy – acid 2,4-dichlorophenoxyacetic (2,4-D) và acid 2,4,5-trichlorophenoxyacetic (2,4,5-T) – dưới dạng ester iso-octyl, trong đó chứa một lượng nhỏ dioxin 2,3,7,8-tetrachlorodibenzo-p-dioxin (TCDD). TCDD là chất vi lượng (nồng độ thường là 2–3 ppm, có thể dao động từ 50 ppb đến 50 ppm) - nhưng lại là chất gây ô nhiễm đáng kể trong Chất độc da cam.

### Độc tính
Trong số các dioxin, TCDD là dioxin độc hại nhất và được Cục Bảo vệ Môi trường Hoa Kỳ liệt kê là một tác nhân gây ung thư. Khả năng hòa tan chất béo của TCDD cho phép nó thâm nhập vào cơ thể thông qua đường tiếp xúc hoặc tiêu hóa. Các dioxin tích tụ dễ dàng trong chuỗi thức ăn. Dioxin xâm nhập vào cơ thể bằng cách gắn vào một loại protein gọi là thụ thể aryl hydrocarbon (AhR), một yếu tố phiên mã. Khi TCDD liên kết với AhR, protein di chuyển đến nhân tế bào, nơi nó có thể gây ảnh hưởng đến biểu hiện gen.
Theo báo cáo của chính phủ Hoa Kỳ, nếu không liên kết hóa học với một bề mặt sinh học như đất, lá hoặc cỏ thì Chất độc da cam sẽ khô nhanh sau khi phun và phân hủy trong vòng vài giờ cho đến vài ngày khi tiếp xúc với ánh sáng mặt trời, từ đó không còn gây hại tới sức khỏe.

## Ứng dụng ban đầu
Tại Liên bang Mã Lai, đơn vị địa phương của Imperial Chemical Industries đã nghiên cứu vai trò của chất làm rụng lá như thuốc diệt cỏ dại cho các đồn điền cao su. Các cuộc phục kích ven đường của Quân đội Giải phóng Quốc gia Mã Lai là mối nguy đối với lực lượng Khối thịnh vượng chung Anh trong Tình trạng khẩn cấp Mã Lai, một số thử nghiệm đã được thực hiện để diệt cỏ dại có thể được dùng để che giấu các địa điểm phục kích, nhưng việc loại bỏ đám cỏ bằng tay được cho là rẻ hơn. Một báo cáo chi tiết về cách người Anh thử nghiệm phun thuốc diệt cỏ đã được viết bởi hai nhà khoa học, E. K. Woodford thuộc Đơn vị Nông học Thực nghiệm của Hội đồng Nghiên cứu Nông nghiệp và H. G. H. Kearns thuộc Đại học Bristol.
Sau khi Tình trạng khẩn cấp Mã Lai kết thúc vào năm 1960, Hoa Kỳ đã xem xét án lệ của Anh khi quyết định rằng việc sử dụng thuốc diệt cỏ là một chiến thuật chiến tranh hợp pháp. Bộ trưởng Ngoại giao Hoa Kỳ Dean Rusk đã thông báo với Tổng thống John F. Kennedy rằng người Anh đã tạo tiền lệ cho chiến tranh bằng thuốc diệt cỏ ở Malaya.

## Ảnh hưởng đến con người
Người ta đã tìm thấy chất độc da cam có chứa chất độc dioxin, nguyên nhân của nhiều bệnh như ung thư, dị dạng và nhiều rối loạn chức năng ở cả người Việt lẫn các cựu quân nhân Hoa Kỳ.
Dioxin tích tụ chủ yếu trong các mô mỡ theo thời gian (tích lũy sinh học), do đó ngay cả một lượng nhỏ tiếp xúc cũng có thể dẫn đến mức độ nguy hiểm. Năm 1994, Cơ quan Bảo vệ Môi trường Hoa Kỳ (EPA) đã báo cáo rằng dioxin là một chất gây ung thư và cảnh báo rằng nó cũng có thể gây ra các hậu quả nghiêm trọng khác đối với sức khỏe con người, chẳng hạn như các vấn đề về sinh sản, phát triển giới tính và hệ thống miễn dịch. Dioxin là một chất độc đặc biệt, được xếp vào nhóm 1 trong các chất gây ung thư theo phân loại của Cơ quan Nghiên cứu Quốc tế về Ung thư (IARC). Dioxin có chu kỳ bán rã khoảng 8 năm ở người, mặc dù ở nồng độ cao, quá trình loại bỏ có thể được tăng cường thông qua sự trao đổi chất. Các tác động của dioxin lên sức khỏe con người được trung gian bởi thụ thể AHR trên tế bào, cho phép dioxin xâm nhập, phá hủy hệ thống phòng thủ của tế bào và gây biến dạng DNA. Đây là lý do vì sao dioxin có thể gây ra các dị tật bẩm sinh ở động vật.
Các hiệu ứng khác ở người (ở các mức liều cao) có thể bao gồm:
- Bất thường phát triển trong men răng của trẻ em.[14][15]
- Bệnh lý tại khu trung ương và ngoại vi của hệ thần kinh[16]
- Rối loạn tuyến giáp[17]
- Tổn hại cho hệ thống miễn dịch[18]
- Lạc nội mạc tử[19]
- Bệnh tiểu đường[20]

Dioxin tích lũy trong chuỗi thức ăn trong một thời trang tương tự như các hợp chất clo khác (tích lũy sinh học). Điều này có nghĩa rằng ngay cả nồng độ nhỏ trong nước bị ô nhiễm có thể được tập trung lên một chuỗi thức ăn đến mức nguy hiểm vì chu kỳ phân hủy dài và độ tan trong nước thấp của dioxin. Không chỉ vậy, Dioxin còn có thể đi qua dây rốn hoặc tích tụ trong sữa mẹ, do đó nếu người mẹ nhiễm dioxin thì đứa con cũng sẽ bị nhiễm theo.
Bác sĩ Linda Birnbaum, Giám đốc Viện Khoa học Quốc gia Về Liên Hệ Giữa Môi trường và Sức khỏe, và là một chuyên gia hàng đầu về chất dioxin, nói: "Tôi chưa từng thấy một hệ thống hormone nào mà chất dioxin không thể phá vỡ. Nó có ảnh hưởng lan rộng trong hầu hết các chủng loài có xương sống, trong hầu hết mọi giai đoạn cơ thể phát triển".

Năm 2007, Đại sứ quán Hoa Kỳ tại Việt Nam vẫn ra thông cáo báo chí nói rằng "Không có tác hại sinh thái nào được ghi nhận ở động thực vật mặc dù một lượng lớn chất diệt cỏ và dioxin đã được sử dụng", và rằng "thông tin này chưa được xem xét trong các lần đánh giá trước của Cơ quan Bảo vệ Môi trường Hoa Kỳ và Viện Y học thuộc Viện Hàn lâm Khoa học Quốc gia Hoa Kỳ". Tuy nhiên lưu ý rằng "các chất diệt cỏ đổ thẳng xuống đất và ngấm sâu trước khi thoái biến thì sẽ có tồn dư và vì vậy là một mối lo ngại.". Còn Cựu Đại sứ Mỹ tại VN, ông Michael Marine, vẫn cho rằng mối liên hệ giữa sự phơi nhiễm dioxin và sức khoẻ con người "vẫn chưa được chứng minh". Tuy nhiên ông đã công bố khoản tài trợ trị giá 400 nghìn USD để nghiên cứu ô nhiễm dioxin và tẩy độc tại sân bay Đà Nẵng.

### Di chứng tới thế hệ sau
Dioxin sẽ gây đóng mở một số gene giải độc quan trọng của tế bào như Cyp1A, Cyp1B,... Đồng thời, một số thí nghiệm trên chuột cho thấy dioxin làm tăng nồng độ các gốc ion tự do trong tế bào. Điều này có thể làm phá huỷ các cấu trúc tế bào, các protein quan trọng và, quan trọng hơn cả, nó có thể gây đột biến trên phân tử DNA (gene), dẫn tới các chứng bệnh liên quan là ung thư, bệnh di truyền và quái thai.

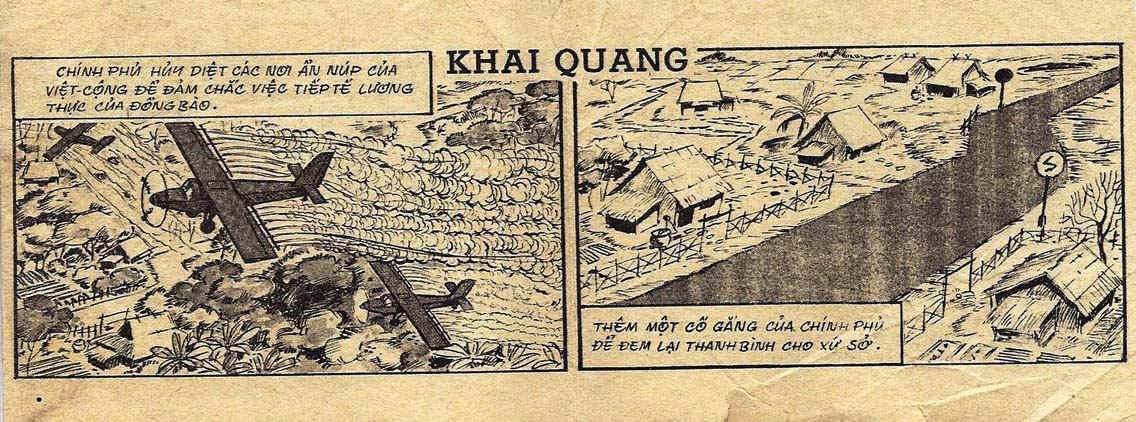
Tranh tuyên truyền của Mỹ/Việt Nam Cộng hòa nói rằng việc máy bay rải chất da cam là "một cố gắng của chính phủ để đem lại thanh bình cho xứ sở"

Hiện không có nghiên cứu về quái thai gây ra bởi dioxin trên cơ thể người (do việc thí nghiệm chất độc mạnh như dioxin với người là bị cấm). Tuy nhiên, khi được thí nghiệm trên động vật, có bằng chứng mạnh mẽ cho thấy Dioxin gây quái thai ở các loài gặm nhấm, bao gồm chuột hamster và lợn guinea chim, và cá
Các nghiên cứu động vật cho thấy rằng dioxin có thể ảnh hưởng đến sinh sản bằng cách làm hư hỏng tinh trùng và làm rối loạn hormon điều tiết sự phát triển của bào thai. Ở cấp độ phân tử, dioxin gây đột biến trên chuỗi nhiễm sắc thể, những đột biến này sẽ gây ảnh hưởng đến thông tin di truyền ở tế bào sinh sản (tinh trùng, trứng) do cơ chế sao chép nhân đôi và rồi sẽ truyền sang thế hệ con cháu.
Trong nghiên cứu năm 2012 của Đại học Washington trên chuột cho thấy Dioxin có thể gây dị tật suốt nhiều thế hệ. Chuột thí nghiệm được cho nhiễm 1 liều dioxin rất nhỏ (bằng 1/1000 mức gây chết), với mức rất nhỏ này thì không gây nguy hại tức thì. Nhưng tác hại lâu dài đã phát tác trên thế hệ con cháu của chúng. Cho đến tận thế hệ F3 (tức là đời chắt của những con chuột thí nghiệm ban đầu) những dị tật bẩm sinh vẫn xảy ra. Những đột biến này có lẽ là vĩnh viễn và sẽ tiếp tục truyền tới các thế hệ sau.
Trong thảm họa Sasevo (nơi 30 kg dioxin đã thoát ra môi trường), người dân đã được sơ tán ngay sau khi thảm họa xảy ra, tất cả gia súc gia cầm đã bị thiêu hủy, đất đai và nguồn nước đã được tẩy rửa để ngăn dioxin xâm nhập vào chuỗi thức ăn của con người. Do vậy, tác động của dioxin với dị tật thai nhi tại Sasevo là không có đủ cơ sở để nghiên cứu. Các nghiên cứu về vấn đề này chỉ có thể được tiến hành ở Việt Nam, nơi bị Mỹ rải 370 kg dioxin trong 8 năm chiến tranh. Người dân và binh sĩ ở đây chịu sự phơi nhiễm lâu dài, dioxin đã ngấm sâu vào mọi con đường (không khí, nguồn nước, cây trồng và thực phẩm) mà không hề có sự sơ tán hoặc tẩy độc.
Các khảo sát ở Mỹ trong thập niên 1980-1990 có những kết quả mâu thuẫn nhau (nguồn thì khẳng định dioxin gây dị tật thai nhi, nguồn thì cho rằng chưa đủ cơ sở kết luận) do mẫu khảo sát ở các cựu binh Mỹ có sự khác biệt lớn về độ phơi nhiễm dioxin. Để tìm ra kết luận chung, năm 2006, 4 nhà nghiên cứu (gồm 2 người gốc Việt) đã tiến hành tổng kết tất cả các khảo sát về tác động của dioxin tới dị tật thai nhi. Nghiên cứu sử dụng 13 khảo sát ở những cựu binh Việt Nam (những người phơi nhiễm lâu và nặng nhất) và 9 khảo sát ở cựu binh nước ngoài. Các kết luận rút ra như sau
- Sự tranh cãi về mối liên quan giữa chất độc da cam (hay dioxin) và dị tật bẩm sinh là do dữ liệu của các khảo sát không phù hợp với nhau (có sự khác biệt đáng kể về thời gian, lượng phơi nhiễm của các ca nghiên cứu).
- Tổng hợp số liệu từ các nghiên cứu cho thấy rằng việc tiếp xúc của cha mẹ với dioxin và chất độc da cam làm tăng nguy cơ dị tật bẩm sinh và quái thai.
- Trong khi nguy cơ gia tăng quái thai hiện diện ở cả cựu binh Mỹ và cựu binh Việt Nam, các cựu binh Việt Nam có một sự gia tăng rõ rệt hơn do mức độ phơi nhiễm của họ cao hơn lính Mỹ (lính Mỹ chỉ ở Việt Nam khoảng 1 năm, ít khi đi vào rừng và họ chỉ ăn uống đồ hộp, trong khi lính Việt Nam ở trong rừng suốt nhiều năm và luôn sử dụng lương thực, nước uống lấy tại chỗ bị nhiễm dioxin).

Để biện minh cho việc rải chất da cam, Hoa Kỳ đã yêu cầu chính phủ Sài Gòn ra tuyên bố rằng chất da cam không gây hại gì cho sức khỏe con người Trong thời kỳ chiến tranh, Hoa Kỳ đã cho rải các tờ truyền đơn tuyên truyền, trong đó viết rằng sự độc hại của chất diệt cỏ chỉ là "tuyên truyền xuyên tạc của Việt cộng", và rằng chất diệt cỏ "tuyệt nhiên không gây độc hại cho người, vật, cũng như nước uống, hít phải hàng ngày cũng không sao". Điều này càng gây thêm hậu quả tàn phá vì nhiều người dân miền Nam tin theo lời tuyên truyền này và đã không có những biện pháp di tản, phòng độc... Người dân cứ tiếp tục sống tại những ngôi làng đã bị rải chất da cam mà không biết nguồn nước, không khí và thực phẩm của họ đã bị nhiễm độc nghiêm trọng.
Những ghi chép về việc chất dioxin gây quái thai cho binh lính và thường dân bị phơi nhiễm lâu dài đã được ghi lại bởi những bác sĩ đương thời từ nhiều quốc gia:

#### Tác hại đối với người Việt

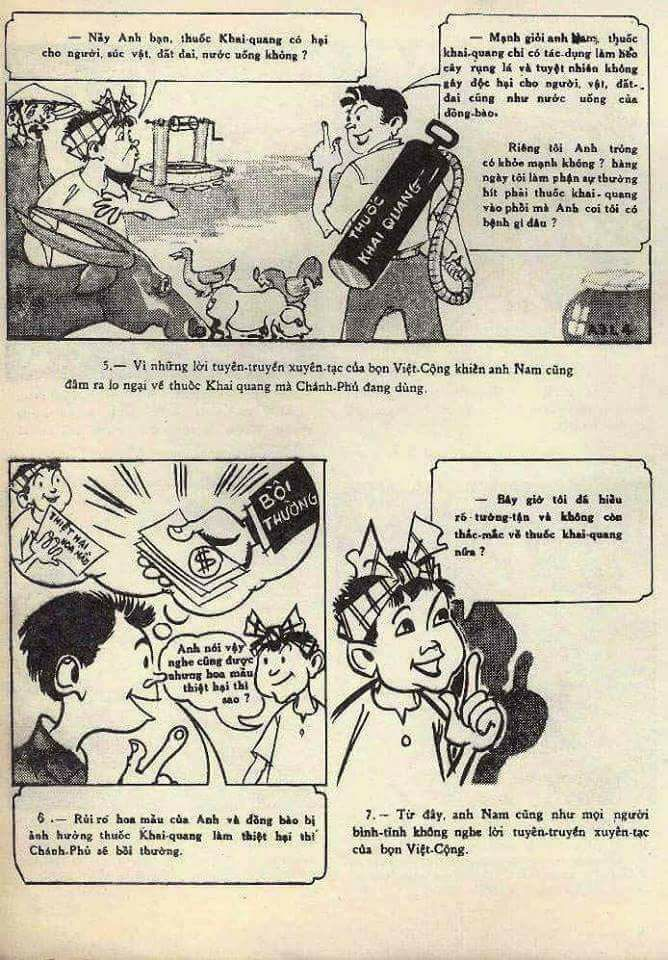
Tuyên truyền của Mỹ/chính phủ Sài Gòn viết rằng sự độc hại của chất diệt cỏ chỉ là "tuyên truyền xuyên tạc của Việt cộng", và rằng chất diệt cỏ "tuyệt nhiên không gây độc hại cho người, vật, cũng như nước uống, hít phải hàng ngày cũng không sao"

Tất cả diện tích bị rải chất da cam đều ở miền Nam Việt Nam. Chất da cam phát tán qua không khí và nước nên nó lan rộng rất nhanh, không chỉ những chiến sỹ quân Giải phóng mà cả dân thường miền Nam, quân Mỹ và quân lực Việt Nam Cộng hòa cũng đều bị nhiễm độc nếu có mặt ở khu vực bị rải độc. Nhưng các nạn nhân người Việt thường bị nhiễm độc nặng hơn lính Mỹ do họ sống định cư, uống nước và trồng cây lương thực tại khu nhiễm độc, còn lính Mỹ thì chỉ ở đó một thời gian ngắn rồi hành quân đi chỗ khác hoặc trở về nước.
- Bác sĩ Nguyễn Thị Ngọc Phượng là một nhân chứng sống. Trong những năm 1960, bà đã hộ sinh cho nhiều trăm đứa trẻ khỏe mạnh ở bệnh viện Từ Dũ, nhà hộ sinh lớn nhất ở Sài Gòn. Rồi đến năm 1968, hai năm sau khi lực lượng Mỹ tăng gia trải chất diệt cỏ lên đến nhiều triệu lít, lần đầu tiên bác sĩ Phượng đã chứng kiến một hài nhi không có óc và xương sống. Trong những tháng tiếp theo, Bác sĩ Phượng liên tục đỡ ra nhiều hài nhi dị dạng, 3 hoặc 4 đứa trong một tuần lễ - những hài nhi sinh ra với những cơ quan ở ngoài thân, không có tay, không có chân, không có mắt. Vấn đề nay đã trở nên rõ ràng là, con người – đặc biệt là phụ nữ - bị nhiễm ngay chỉ một chút chất dioxin, dù chỉ là 1/1 tỷ gram, cũng có khả năng cao là sinh ra những đứa con dị tật bẩm sinh. Từ năm 1968, bác sĩ Phương bắt đầu thu thập hàng chục thai nhi và trẻ sơ sinh bị dị dạng đã chết, lưu trữ ở bệnh viện Từ Dũ trong các lọ lớn chứa chất bảo quản.[31]
- Bà Đào Thị Kiều, sinh năm 1952, nông dân ở Biên Hòa, có khu ruộng bị quân đội Mỹ trải thuốc diệt cỏ không lâu sau khi bà kết hôn. Bà có 8 đứa con thì 7 đứa bị dị tật bẩm sinh và 5 đứa đã chết yểu, chồng bà từng là nhân viên trong quân lực Việt Nam Cộng hòa, cũng chết năm 2004 vì ung thư[31]
- Nhà bệnh học về ung thư Scarlett Lin Gomez tại Viện phòng chống ung thư California (CPIC) đã nghiên cứu thấy rằng người Mỹ gốc Việt tại California (rất nhiều người là cựu binh trong quân lực Việt Nam Cộng hòa từng hoạt động trong vùng bị rải chất da cam) đang phải chịu hàng loạt chứng bệnh liên quan đến việc phơi nhiễm chất độc da cam: tỷ lệ bị các bệnh ung thư cao nhất, phụ nữ gốc Việt mắc bệnh ung thư hạch bạch huyết không Hodgkin cao nhất, đàn ông gốc Việt mắc bệnh Sarcoma mô mềm cao nhất.

Một số nhà hoạt động như ông Ngô Thanh Nhàn, nhà nghiên cứu tại Đại học New York, đã kêu gọi những người Mỹ gốc Việt khởi kiện những nhà sản xuất chất độc da cam để đòi bồi thường, nhưng đã bị các tổ chức người Mỹ gốc Việt ngăn cản. Nhiều cựu binh quân lực Việt Nam Cộng hòa và con cháu họ đang bị mắc những chứng bệnh mà các cựu binh Hoa Kỳ từng bị nhiễm chất độc màu da cam mắc phải, nhưng không có vụ kiện nào được thực hiện. Những người Mỹ gốc Việt này "vẫn rất trung thành (với nước Mỹ)", họ vẫn tin vào những tờ truyền đơn của Mỹ thời thập niên 1960 nói rằng "chất diệt cỏ không độc hại", rằng sự nguy hại của chất độc màu da cam "chỉ là một sự lừa bịp của Đảng cộng sản", và việc khởi kiện chất độc da cam là sự tiếp tay cho hành động chống lại nước Mỹ. Ông Ngô Thanh Nhàn nói rằng "Chỉ còn một nhóm người không chịu thừa nhận vấn đề chất độc da cam - đó chính là người Mỹ gốc Việt". Ông Nhàn khuyên người Mỹ gốc Việt phải dẹp bỏ định kiến chính trị để thừa nhận những khổ đau mà chất da cam gây ra cho họ, có như vậy thì mới có thể đứng lên đấu tranh đòi quyền lợi cho chính họ

#### Tác hại đối với người Mỹ
Tại Hoa Kỳ, các cơ quan y tế có thẩm quyền ước tính có khoảng 250.000 cựu binh Mỹ đã hoặc sẽ chết sớm do hậu quả của chất độc Da cam và các biến chứng từ nó.
- Stephen Price, nhân viên kỹ thuật tại căn cứ không quân Mỹ tại Đà Nẵng vào năm 1967, nơi Mỹ có kho chứa chất da cam, bị nhiễm dioxin cao gấp 365 lần so với ngưỡng mà Tổ chức Y tế Thế giới cho là an toàn. Ông chết năm 2008 do bệnh bạch cầu và tiểu đường, các con gái ông đều bị dị tật hệ thần kinh do tật nứt đốt sống.[34]
- Ted Hutches bị phơi nhiễm chất độc da cam ở Việt Nam vào năm 1965, khi ông làm nhiệm vụ bơm nước vào các bồn hóa chất và dùng làm nước tắm. Một năm sau khi trở về Mỹ, chân Hutches bắt đầu sưng và tê liệt. Hai con gái ông, được sinh ra vào năm 1968 và năm 1970, đều bị dị tật bẩm sinh: dị dạng hông và khớp gối, liệt chân và không có khả năng lao động. Ở tuổi 70, Ted Hutches bị viêm mô tế bào, ung thư và rối loạn thần kinh khiến chân bại liệt. Ông nộp đơn đòi bồi thường từ năm 1978, nhưng phải sau 24 năm mới được xét duyệt và nhận đền bù, nhưng hai con ông thì không được đền bù (vì chính phủ Mỹ từ chối công nhận dioxin gây dị tật thai nhi)[35]
- Mike Ryan, một bác sĩ quân y Mỹ, sau 13 tháng ở Việt Nam đã trở về Mỹ. Con gái ông sinh năm 1971 đã chịu dị tật nghiêm trọng: tim bị hở van, hệ tiêu hóa bị mất phần dưới, thận rối loạn, cánh tay và ngón chân dị dạng... tổng cộng là 22 dị tật. Con gái Mike đã chết khi chỉ 35 tuổi. Suốt đời mình, Mike đã đấu tranh để ông và những cựu binh khác được bồi thường[36]
- Heather Bowser là con của một cựu binh Mỹ tham chiến tại Việt Nam năm 1968-1969. Cô và em ruột có hình hài bị dị tật kinh khủng: không có đoạn chân phải từ gối trở xuống, nhiều ngón tay, ngón chân cái trên bàn chân trái cũng không có, những ngón chân còn lại thì đan chéo nhau[37].
- Tổ chức Pro Publica (nơi hỗ trợ các cựu quân nhân Mỹ) đã ghi lại bằng video nhiều trường hợp lính Mỹ có con bị dị tật sau khi bị nhiễm chất da cam ở Việt Nam. Hiệp hội Trẻ em của Hội cựu chiến binh Việt Nam, gồm gần 4.000 thành viên là các cựu binh Mỹ đã trao đổi những câu chuyện hoặc thông báo với các bác sĩ về hàng loạt những chứng dị tật mà con họ phải gánh chịu: khiếm khuyết ống thần kinh, chân tay ngắn hoặc bị cụt, ngón tay chân dị dạng, thiếu đốt sống, rối loạn miễn dịch.... danh sách các chứng dị tật cứ ngày một dài thêm[38]
- Bác sĩ quân y Mỹ, Allen Hassan, ghi lại: "Trong suốt cuộc chiến, các báo cáo về tình trạng trẻ em bị dị dạng bẩm sinh xuất hiện trên báo chí Sài Gòn đều bị gạt bỏ vì liên quân cho rằng điều đó chỉ giúp tuyên truyền cho Cộng sản... Là một bác sĩ, tôi đã nhìn thấy hàng trăm cựu chiến binh Mỹ mắc chứng vô sinh, ung thư, tiểu đường loại 2 và nhiều vấn đề về sức khỏe khác có liên quan đến việc phơi nhiễm chất da cam tại Việt Nam. Tôi từng chứng kiến những người vợ của họ mang thai chết lưu (bào thai bị chết trong bụng mẹ), hoặc sinh con dị dạng. Vợ của một cựu chiến binh tôi từng gặp đã sinh ra một đứa con không có đầu. Tôi tin thảm họa của gia đình này là hệ quả trực tiếp vì sự phơi nhiễm của người cha với chất da cam."[39]

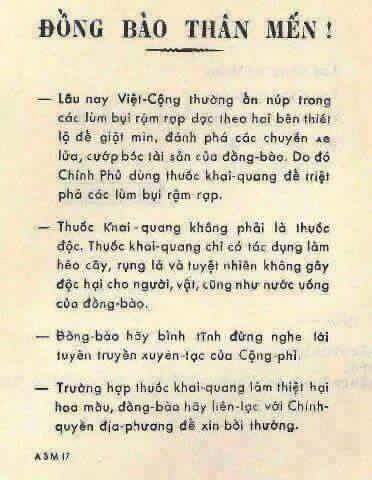
Tờ rơi tuyên truyền của Mỹ/chính phủ Sài Gòn thời đó viết rằng chất diệt cỏ "tuyệt nhiên không gây độc hại cho người, vật, cũng như nước uống"

Trẻ em của các cựu binh Mỹ ở Việt Nam được báo cáo đã gặp một loạt các khuyết tật bẩm sinh, kể cả bệnh khớp, rối loạn đường ruột và bàng quang, bất thường về xương, mất thính lực, các vấn đề sinh sản, rối loạn hành vi và điều kiện da bất thường. Betty Mekdeci, giám đốc điều hành của Viện nghiên cứu dị tật trẻ em Florida, nơi lưu giữ dữ liệu về thai nhi từ các cựu binh đến Việt Nam cho biết: trẻ em của các cựu chiến binh tới Việt Nam có tỷ lệ cao hơn bị mắc bệnh ung thư, các bệnh trí tuệ và rối loạn hành vi. Để chứng minh và đòi bồi thường thì sẽ đòi hỏi phải nghiên cứu toàn diện, nhưng từ lâu nay nó đã bị trì hoãn. Betty Mekdeci cho rằng: "Vấn đề này không phải là về khoa học, đó là về kinh tế và chính trị" - nếu được chứng minh dioxin gây dị tật thì khoản đền bù cho trẻ em dị tật sẽ rất lớn, nên chính phủ và các công ty hóa chất không muốn chi tiền cho những nghiên cứu như vậy
Theo tài liệu của hội cựu chiến binh Hoa Kỳ, chính phủ Mỹ chỉ công nhận chất da cam gây ra dị tật nứt đốt sống ở con của các cựu binh Mỹ, còn những người mắc các chứng dị tật khác thì chính phủ Mỹ không công nhận và không bồi thường. Theo đó, những người bị dị tật nứt đốt sống là con đẻ của cựu chiến binh Mỹ sau khi họ từng tiếp xúc với chất diệt cỏ ở Việt Nam trong khoảng thời gian từ 09/1/1962 tới 7/5/1975, hoặc gần khu phi quân sự Triều Tiên từ 1/9/1967 tới 31/8/1971, thì sẽ được nhận bồi thường của chính phủ Mỹ. Hội cựu chiến binh Hoa Kỳ vẫn đang đấu tranh để chính phủ Mỹ chịu bồi thường cho nhiều người con các cựu binh Mỹ bị mắc những chứng dị tật khác.
Theo nghiên cứu của Pro Publica dựa trên dữ liệu của Cơ quan Cựu Chiến binh Hoa Kỳ, các cựu chiến binh Mỹ từng phơi nhiễm chất da cam ở Việt Nam có tỷ lệ sinh con bị dị tật cao gấp gần 6 lần so với tỷ lệ sinh con dị tật trước chiến tranh (13,1% so với 2,8%).
Linda Schwartz, giáo sư điều dưỡng chuyên khoa tại Đại học Yale, đã khám phá ra rằng "có bằng chứng khác biệt" cho thấy những người lính Mỹ bị nhiễm chất da cam có tỷ lệ sinh con bị dị tật bẩm sinh cao hơn. Họ trình bày công trình tại hội nghị về dioxin quốc tế năm 2003, nhưng bản thảo của họ không được chấp nhận để xuất bản trên tạp chí khoa học. Schwartz cho rằng: nếu Hoa Kỳ thừa nhận rằng Chất Da cam gây ra những dị tật trên trẻ em, chính phủ Việt Nam sẽ có đầy đủ lý do để đòi bồi thường cho trẻ em Việt Nam bị tổn hại. Bà nói: "Chúng tôi đã lao phải một bức tường. Mọi người sợ rằng phía Việt Nam sẽ nộp nhiều đơn kiện khủng khiếp chống lại Hoa Kỳ".
Cho tới nay, chính phủ Mỹ và các công ty hóa chất vẫn không công nhận chất dioxin gây dị tật thai nhi với lý do là thiếu bằng chứng thực nghiệm trên người (điều mà sẽ không thể có do dioxin bị cấm thí nghiệm trên người). Chỉ có các cựu binh nữ sinh con dị tật là được bồi thường (nhưng cựu binh nữ chỉ có 10 ngàn người trong tổng số 3 triệu quân nhân Mỹ chiến đấu ở Việt Nam), các cựu binh nam sinh con dị tật thì vẫn không được bồi thường. 30 năm sau cuộc chiến, vẫn không có cuộc điều tra lớn nào với các cựu binh bị nhiễm dioxin. Paul Sutton, cựu chủ tịch của Hội Cựu chiến binh Mỹ tại Việt Nam, cho rằng chính phủ Mỹ muốn trì hoãn các nghiên cứu để ỉm đi chuyện này bởi chi phí đền bù sẽ rất cao, họ chỉ cần chờ tới khi tất cả các cựu binh của cuộc chiến đều đã qua đời thì sẽ chẳng còn bằng chứng để nghiên cứu nữa.

## Các vụ kiện của nạn nhân chất độc da cam
Ở miền Nam Việt Nam, chất độc màu da cam và các loại thuốc diệt cỏ khác bắt đầu được thử nghiệm bởi quân đội Hoa Kỳ vào năm 1961. Năm 1961, tổng thống Mỹ John F. Kennedy đã bật đèn xanh cuộc chiến hóa học này, ban đầu được gọi là "chiến dịch Trail Dust" sau đổi thành "chiến dịch Ranch Hand".
Chất da cam được sử dụng rộng rãi với hàm lượng cao trong chiến tranh vào các năm 1967 – 1968, rồi giảm xuống và ngừng sử dụng năm 1971. Các loại hợp chất này được trộn vào dầu hỏa hoặc nhiên liệu diezen rồi rải bằng máy bay hoặc các phương tiện khác. 10% của chất này thì được dùng bằng tay, bằng xe thô sơ và thuyền ở các vùng đầm lầy, đồng bằng và vùng ngâp mặn ven biển, 90% phun bằng máy bay C-123 và máy bay trực thăng. Người Việt Nam bị phơi nhiễm hoàn toàn, họ chỉ có thể ngâm 1 miếng vải nhỏ bịt lên mũi và miệng cho đỡ bị ngất xỉu chứ không có cách nào để tẩy độc.
Theo công bố của một nhóm tác giả trên tạp chí Nature thì có thể nói chiến dịch dùng hóa chất ở Việt Nam là một cuộc chiến tranh hóa học lớn nhất thế giới. Trong thời gian 10 năm đó, quân đội Mỹ và quân đội Nam Việt Nam đã rải 76,9 triệu lít hóa chất xuống rừng núi và đồng ruộng Việt Nam. Trong số này có 64% là chất độc màu da cam, 27% là chất màu trắng, 8,7% chất màu xanh và 0,6% chất màu tím.
Tổng số lượng dioxin Việt Nam hứng chịu là vào khoảng 370 kg. (Trong khi đó vụ nhiễm dioxin ở Seveso, Ý, 1976 chỉ với 30 kg dioxin thải ra môi trường mà tác hại của nó kéo dài hơn 20 năm). Tổng số diện tích đất đai bị ảnh hưởng hóa chất là 2,63 triệu hécta. Có gần 5 triệu người Việt Nam sống trong 25.585 thôn ấp chịu ảnh hưởng độc chất màu da cam. Ngoài ra, hàng trăm ngàn binh lính Mỹ, Hàn Quốc, Úc đóng quân ở gần đó cũng bị nhiễm độc.
Tại Hoa Kỳ, hàm lượng dioxin ở ngưỡng cho phép là 0,0064 Picogram/1 kg cơ thể người (Picogram là đơn vị đo khối lượng rất nhỏ, chỉ bằng 1/1.000.000 gram). Trong khi đó, nếu chia bình quân thì Mỹ đã rải 900 picogram chất dioxin cho mỗi 1 kg trọng lượng cơ thể người Việt Nam.
Một số quan chức và tướng lĩnh trong Quân đội Mỹ biết sự thật nhưng che giấu. Chính phủ Mỹ muốn Việt Nam phải nhận trách nhiệm về việc sử dụng chất diệt cỏ, và đã yêu cầu Tổng thống Ngô Đình Diệm ra tuyên bố rằng các chất này không gây hại gì cho sức khỏe con người . Trong suốt thời gian cuộc chiến, các báo cáo về tình trạng dị dạng bẩm sinh xuất hiện trên báo chí Sài Gòn đều bị gạt bỏ vì cho rằng điều này giúp tuyên truyền cho đối phương. Những lời oán thán về các chứng bệnh nguy hại từ các nông dân ở miền Nam Việt Nam đều bị làm ngơ.
| “ | Khi chúng tôi (các nhà khoa học quân sự) tiến hành chương trình về thuốc diệt cỏ trong những năm 1960, chúng tôi đã được cảnh báo về khả năng hủy hoại của thuốc diệt cỏ đã nhiễm dioxin. Thậm chí chúng tôi còn được cảnh báo rằng thuốc diệt cỏ theo công thức "quân đội" có nồng độ dioxin cao hơn các loại thuốc diệt cỏ "dân sự" vì giá thành thấp và thời gian sản xuất ngắn. Tuy nhiên, vì sản phẩm được sử dụng vào "đối phương" nên không ai trong chúng tôi tỏ ra quan tâm thái quá. Chúng tôi không bao giờ hình dung ra cảnh binh lính của mình cũng sẽ bị nhiễm độc. Và, nếu xảy ra tình huống này, chúng tôi mong chính phủ của chúng ta sẽ trợ giúp các cựu chiến binh bị phơi nhiễm.. | ” |
| — Tiến sĩ James Clary, một nhà khoa học từng phục vụ trong Không lực Hoa Kỳ, người đã thiết kế các thùng chứa thuốc khai quang đặt trên trực thăng, và cũng là người viết báo cáo tổng kết về Chiến dịch Ranch Hand | |   |

### Vụ kiện của cựu binh Mỹ
Năm 1968, ông Elmo R. Zumwalt Jr., bấy giờ mang hàm phó đô đốc, đến đảm nhiệm chức vụ Tư lệnh Hải quân Mỹ tại Việt Nam. Ngay lập tức, ông đã cho triển khai chiến dịch rải hóa chất làm rụng lá xuống các vùng sông nước ở Việt Nam để bảo vệ hoạt động của Hải quân Mỹ. Đúng 20 năm sau, người con trai Elmo R.Zumwalt III của ông đã qua đời vì bệnh ung thư, hậu quả của việc phơi nhiễm chất độc da cam khi tham chiến tại Việt Nam. Tác phẩm "Cha con tôi" dựa theo lời thuật của đô đốc Elmo Zumwalt phát hành tháng 11-1996, có đoạn viết:
"Tấn bi kịch của gia đình đô đốc Zumwalt là ở chỗ, chính người cha đã ra lệnh rải chất độc da cam lên các cánh rừng và các dòng sông ở vùng Nam Trung Bộ Việt Nam, nơi con trai ông làm nhiệm vụ tuần tra dọc các bờ sông. Mệnh lệnh của đô đốc không những tàn phá nhiều cánh rừng, làm ô nhiễm các dòng sông, gây đau khổ cho biết bao nhiêu người dân Việt Nam vô tội, mà còn làm cho chính con trai và cháu nội ông cũng bị nhiễm chất độc da cam".
Năm 1984, từ phán quyết của quan tòa Jack Weinstein, 7 công ty hóa chất Mỹ đã phải bồi thường 180 triệu đô la cho các cựu chiến binh Mỹ nhưng các công ty này bác bỏ trách nhiệm về tác hại của chất diệt cỏ mà họ đã cung cấp cho quân đội.
Đô đốc Zumwalt, từ năm 1994 đã trở lại Việt Nam, kết hợp với Hội Cựu chiến binh Việt Nam với mong muốn làm một điều gì đó bù đắp lại mất mát cho các nạn nhân của ông. Khi được hỏi cảm nghĩ, đô đốc Zumwalt nói: "Để có thể vĩnh viễn xếp lại quá khứ một cách yên ả, tốt nhất là Chính phủ Mỹ phải có thiện chí hợp tác với Việt Nam, trả lại món nợ lớn lao mà các công ty hóa chất Mỹ đã gây ra. Nhân chứng sống chính là tôi đây. Tôi cũng có bổn phận góp phần bù đắp. Cũng thế, tại Mỹ, quan điểm của đoàn thể lớn nhất nước Mỹ là Hội Cựu binh Mỹ, là vấn đề người Mỹ mất tích (MIA) chỉ là việc của 2.000 gia đình người Mỹ, còn nạn nhân chất độc dioxin là của 3 triệu người Mỹ." Con trai ông, luật sư Jim với nhiều hoạt động yểm trợ tư vấn tố tụng quốc tế cho nhiều nhóm nạn nhân, đã giải thích: "Năm 1984, 68.000 cựu binh Mỹ, Úc và New Zealand đã phát đơn kiện 11 công ty hóa chất Mỹ, nhưng các nhà tài phiệt chiến tranh rất quỷ quyệt, đã khôn khéo dàn xếp, chịu bồi thường một ngân khoản chung là 184 triệu USD, để nguyên đơn ký vào thỏa thuận, từ đấy không còn đi kiện nữa. Việc bồi thường này không nhắc gì tới nạn nhân Việt Nam và Hàn Quốc, đó là một điều phi lý và phi nhân".

### Vụ kiện của cựu binh Hàn Quốc
Ngày 25 tháng 1 năm 2006, Toà án dân sự cấp cao Seoul đã ra phán quyết buộc hai công ty hoá chất Dow Chemical tại Midland, Michigan và Monsanto tại St. Louis, Missouri phải bồi thường 62 triệu USD chi phí chăm sóc sức khoẻ cho 6.800 người gồm các cựu binh Hàn Quốc từng tham chiến tại Việt Nam và gia đình của họ. Đây là lần đầu tiên một toà án ở Hàn Quốc ra phán quyết có lợi cho nạn nhân chất độc hoá học da cam tại Hàn Quốc.

### Vụ kiện của các nạn nhân Việt Nam

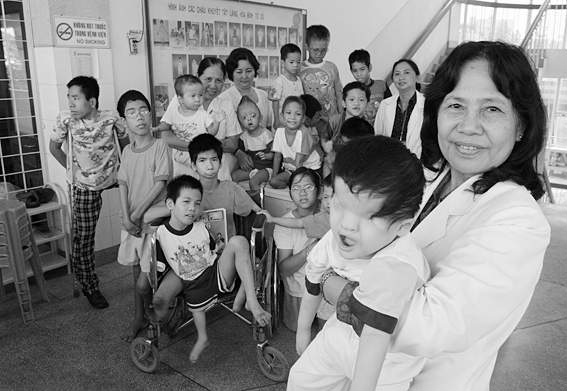
Bác sĩ Nguyễn Thị Ngọc Phượng cùng với những trẻ em nhiễm chất độc da cam, được chăm sóc tại Bệnh viện Phụ sản Từ Dũ.

Ngày 31 tháng 1 năm 2004, nhóm bảo vệ quyền lợi nạn nhân CĐDC, Hội Nạn nhân Chất độc da cam/dioxin Việt Nam (The Vietnam Association of Victims of Agent Orange/Dioxin - VAVA) đã kiện hơn 30 công ty Mỹ phải bồi thường do trách nhiệm gây ra thương tích vì đã sản xuất chất hóa học này. Dow Chemical và Monsanto là hai công ty sản xuất CĐDC lớn nhất cho quân đội Hoa Kỳ đã bị nêu tên trong vụ kiện cùng các công ty khác.
Các nạn nhân tham gia kiện gồm có:
1. Phan Thị Phi Phi
2. Nguyễn Văn Quý
3. Dương Quỳnh Hoa (đã mất tháng 2 năm 2006)

Vào ngày 10 tháng 3 năm 2005, quan tòa Jack Weinstein (thuộc Tòa án liên bang tại quận Brooklyn) đã bác đơn kiện, quyết định rằng những đòi hỏi của đơn kiện không có cơ sở pháp luật. Quan tòa kết luận rằng CĐDC đã không được xem là một chất độc dưới luật quốc tế vào lúc Hoa Kỳ dùng nó; rằng Hoa Kỳ không bị cấm dùng nó để diệt cỏ; và những công ty sản xuất chất này không có trách nhiệm về cách sử dụng của chính quyền.
Chính phủ Hoa Kỳ, vốn có quyền miễn tố (sovereign immunity), không phải là một bị cáo trong đơn kiện. Tuy nhiên, vào năm 1984 cũng từ phiên tòa của vị quan tòa này, chính các công ty trên đã chi khoảng 180 triệu USD bồi thường cho các gia đình cựu binh Mỹ từng nhiễm chất da cam ở Việt Nam, mặc dù các công ty này không thừa nhận có hành động sai trái.
Hai mươi mục trong phán quyết của thẩm phán Jack Weinstein ngày 10 tháng 3 về vụ kiện của các nạn nhân chất độc da cam Việt Nam đối với các công ty hoá chất đã được phân tích của Mandrew Wells-Dang, đại diện Quỹ Hoà giải và Phát triển tiếng Anh (tiếng Việt phần 1, và tập 2).
Ngày 7 tháng 4 năm 2005 các nguyên đơn Việt Nam đã tiếp tục gửi đơn kháng cáo lên Tòa Phúc thẩm của Mỹ đòi lật lại quyết định của tòa sơ thẩm.
Tòa Phúc thẩm Khu vực 2 tại Manhattan bắt đầu xem xét lại vụ kiện vào tháng 6 năm 2006, ra phán quyết vào tháng 2 năm 2007 đồng ý với phán quyết của Tòa sơ thẩm và bác đơn kháng cáo của các nguyên đơn Việt Nam.
Luật sư nguyên đơn Việt Nam tiếp tục gửi đơn kháng cáo lên Tòa án Tối cao Hoa Kỳ. Ngày 2 tháng 3 năm 2009, Tòa án Tối cao Hoa Kỳ từ chối mở phiên tòa xem xét lại kết quả của tòa phúc thẩm.

## Khắc phục hậu quả
Chính phủ Hoa Kỳ hiện vẫn từ chối trách nhiệm với những nạn nhân này và cho rằng mối liên hệ giữa các khuyết tật và thuốc diệt cỏ vẫn chưa có đủ bằng chứng khoa học. Tuy nhiên vào tháng 5/2007, Quốc hội Hoa Kỳ đã phân bổ khoản ngân sách 3 triệu USD nhằm khắc phục ảnh hưởng của chất độc da cam và môi trường tại một số điểm nóng nhất và năm 2009 tăng lên 6 triệu USD .